# روس دالي
روس دالي (باليونانية: Ρος Ντέιλι)‏ هو موسيقي يوناني، ولد في 29 سبتمبر 1952 في King's Lynn ‏ في المملكة المتحدة.

## وصلات خارجية
- روس دالي على موقع ميوزك برينز (الإنجليزية)
- روس دالي على موقع أول ميوزيك (الإنجليزية)
- روس دالي على موقع ديسكوغز (الإنجليزية)